# Harold Prince
Harold Smith "Hal" Prince (Nova Iorque, 30 de janeiro de 1928 — Reykjavík, 31 de julho de 2019) foi um produtor teatral e diretor americano associado a muitos dos mais conhecidos musicais da Broadway da última metade do século passado, como O Fantasma da Ópera, Sweeney Todd, e Evita . Ele acumulou vinte e um Tony Awards, mais do que qualquer outra pessoa, incluindo oito por direção, oito pela produção dos melhores musicais do ano, dois como Melhor Produtor de um Musical, e três prêmios especiais. Ele foi laureado com a Medalha Nacional das Artes e o Prêmio Kennedy do governo dos Estados Unidos.

## Vida e carreira

### Primeiros anos
Prince nasceu na Cidade de Nova York e foi adotado na infância por Milton A. Prince, um corretor da bolsa, e Blanche Stern. Após sua formatura na Escola Dwight em Nova York, ele entrou para a Universidade da Pensilvânia, aos 19 anos, onde ele se formou em artes cênicas três anos depois. Mais tarde, serviu dois anos no Exército dos Estados Unidos na Alemanha após a Segunda Guerra Mundial.

### Carreira
Prince começou a trabalhar no teatro como assistente de gerente de palco para o produtor teatral e diretor, George Abbott. Juntamente com a Abbott, ele co-produziu The Pajama Game, que ganhou em 1955, o Prêmio Tony de Melhor Musical. Ele passou a dirigir as suas próprias produções em 1962, começando com A Family Affair e uma série de produções sem sucesso. 
Ele quase desistiu do teatro musical até ele conseguir ter sucesso com Cabaret, em 1966. Os anos 70 marcou o início de sua grande colaboração com o compositor/letrista Stephen Sondheim. Eles tinham trabalhado anteriormente em West Side Story e, nesse ponto, decidiu embarcar no seu próprio projeto. A parceria gerou uma longa seqüência de produções, incluindo Company (1970), Follies (1971), A Little Night Music (1973), Pacific Overtures (1976), e Sweeney Todd (1979). Seguido por Merrily We Roll Along (1981), que não foi um sucesso e eles se separaram até Bounce (2003).
Hal Prince dirigiu óperas, incluindo Ashmedai, Willie Stark, Madame Butterfly, e um revival de Candide. Em 1983, Prince encenou Turandot para a Ópera Estatal de Viena (condutor: Lorin Maazel; com José Carreras, Éva Marton). Ele dirigiu dois sucessos de Andrew Lloyd Webber, Evita e O Fantasma da Ópera. Ele foi oferecido o trabalho de dirigir Cats por Lloyd Webber, mas ele recusou.
Após seu fracasso com Stephen Sondheim em 1981, em Merrily We Roll Along, ele começou a trabalhar em um novo musical para se recuperar, A Doll's Life, com os letristas Betty Comden e Adolph Green, que continua a história do passado de Nora Helmer que Henrik Ibsen tinha escrito na Casa de bonecas. O show também foi mal recebido. Outros musicais sem êxito comercial inclui Roza e Moer. Prince parou de produzir e dirigir simultaneamente durante este período, pois o processo de financiamento de um show tornou-se difícil.
Prince foi a inspiração para o personagem de John Lithgow no filme de Bob Fosse,  All that Jazz. Ele também foi a base para um personagem em Say, Darling, livro de Richard Bissell, que mostrou a própria experiência dele em transforma seu romance, 7½ Cents em The Pajama Game.
Em 20 de maio de 2007, ele fez o discurso de formatura no Gettysburg College, em Gettysburg, na Pensilvânia. Em 2000, foi agraciado com a Medalha Nacional de Artes.
Em 2006, Prince foi premiado com um Tony Award Especial pelo seu Conjunto de Obras no Teatro. O Harold Prince Theatre no Annenberg Center da Universidade da Pensilvânia, é nomeado em sua honra. Em 2008, Prince foi o orador principal na celebração de Convocação para Honra da Universidade Elon.
Prince co-dirigiu, com Susan Stroman, Paradise Found, musical de 2010. O musical apresenta música de Johann Strauss II, adaptada por Jonathan Tunick , com letra de Ellen Fitzhugh. O libreto foi escrito por Richard Nelson, com base no romance O Conto da 1002 Noites de Joseph Roth. O musical estreou no Menier Chocolate Factory, em Londres, em 19 de maio de 2010 e fechou em 26 de junho, foi estrelado por Mandy Patinkin.

### Vida pessoal
Prince casou com Judy Chaplin, filha de Saul Chaplin, em 26 de outubro de 1962. Eles são os pais de Margarida Prince, uma diretora, e Charles Prince, um condutor. O ator Alexander Chaplin, mais conhecido como "James Hobert" em Spin City, é genro de Prince.